# Estadi Olímpic de Hèlsinki

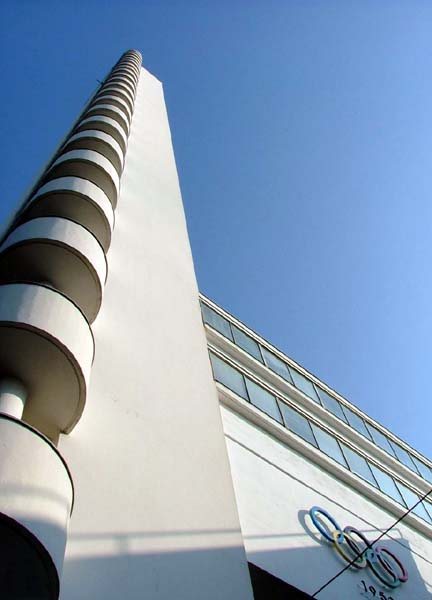
Torre de l'Estadi Olímpic de Hèlsinki

L'Estadi Olímpic de Hèlsinki (en finès Helsingin Olympiastadion) és l'estadi més gran de Finlàndia. Està localitzat en el districte de Töölö, a 2 quilòmetres del centre de Hèlsinki. Avui dia l'estadi és utilitzat per a concerts i algunes activitats esportives. L'estadi va ser el centre de les activitats dels Jocs Olímpics de Hèlsinki 1952. Aquest estadi també ha estat la seu dels mundials d'atletisme de 1983 i 2005, i a més és la casa de la Selecció de futbol de Finlàndia.

## Història
La construcció de l'estadi va començar el 1934 i es va completar el 1938. Es va renovar el 1990-1994, i a més es va modernitzar totalment per als Mundials d'Atletisme de 2005. En els Jocs Olímpics de 1952, l'estadi tenia una capacitat de 70.000 espectadors; avui dia té una capacitat per a 40.000 persones. La torre de l'estadi, amb una altura de 72 metres, és oberta al públic i ofereix una increïble vista de Hèlsinki.